# پولیوس
پولیوس (روسی: ПАО "Полюс") شرکت استخراج طلا روسی است، که در سال ۲۰۰۶ توسط نوریلسک نیکل تأسیس شد.